# Wohnhaus Großer Platz 3
Das Wohnhaus Großer Platz 3 in der niedersächsischen Stadt Bremervörde wurde zur Mitte des 19. Jahrhunderts gebaut. Aktuell (2025) wird es zum Wohnen genutzt.
Das Gebäude steht unter Denkmalschutz (siehe auch Liste der Baudenkmale in Bremervörde).

## Geschichte und Beschreibung
Bremervörde war um 1000 Sitz der Wasserburg Vörde an der Oste und gehört zum Landkreis Rotenburg (Wümme).
Das zweigeschossige traufständige verputzte neoklassizistische Gebäude auf Sockel, pfannengedecktem Satteldach mit mittigem Giebelrisalit, davor Treppe zum Eingang, wurde um 1860 gebaut. Die Fensterrahmungen, Gesimse und Traufband wurde in Putz gestaltet.
Das Landesdenkmalamt befand u. a.: „… orts-, bau- und kunstgeschichtlicher, gebäudetypischer und straßenbildprägender Zeugniswert …“